# Grady O'Malley
Vincent Grady O'Malley (nacido el 25 de abril de 1948 en Boston, Massachusetts) es un exjugador de baloncesto estadounidense que jugó una temporada en la NBA. Con 1,95 metros de estatura, lo hacía en la posición de alero.

## Trayectoria deportiva

### Universidad
Jugó durante cuatro temporadas con los Jaspers del Manhattan College, en las que anotó 1.158 puntos. Fue además un consumado reboteador, consiguiendo más de 20 rebotes en varios partidos. En su último año como universitario fue elegido en el mejor quinteto de la desaparecida Metro Conference, además de MVP de su equipo. Fue el autor de la última canasta anotada en el viejo Madison Square Garden.

### Profesional
Fue elegido en el puesto 214 del Draft de la NBA de 1969 por Atlanta Hawks, con los que disputó 24 partidos, en los que promedió 2,1 puntos y 1,1 rebotes, siendo despedido en el mes de febrero.

## Estadísticas de su carrera en la NBA

### Temporada regular
| Año     | Equipo  | PJ | PT | MPP | %TC  | %3P | %TL  | RPP | APP | ROB | TPP | PPP |
| ------- | ------- | -- | -- | --- | ---- | --- | ---- | --- | --- | --- | --- | --- |
| 1969-70 | Atlanta | 24 | 0  | 4.7 | .350 | -   | .421 | 1.1 | .4  | .0  | .0  | 2.1 |
| Total   | Total   | 24 | 0  | 4.7 | .350 | -   | .421 | 1.1 | .4  | .0  | .0  | 2.1 |